# Trompeter (Bühlau)

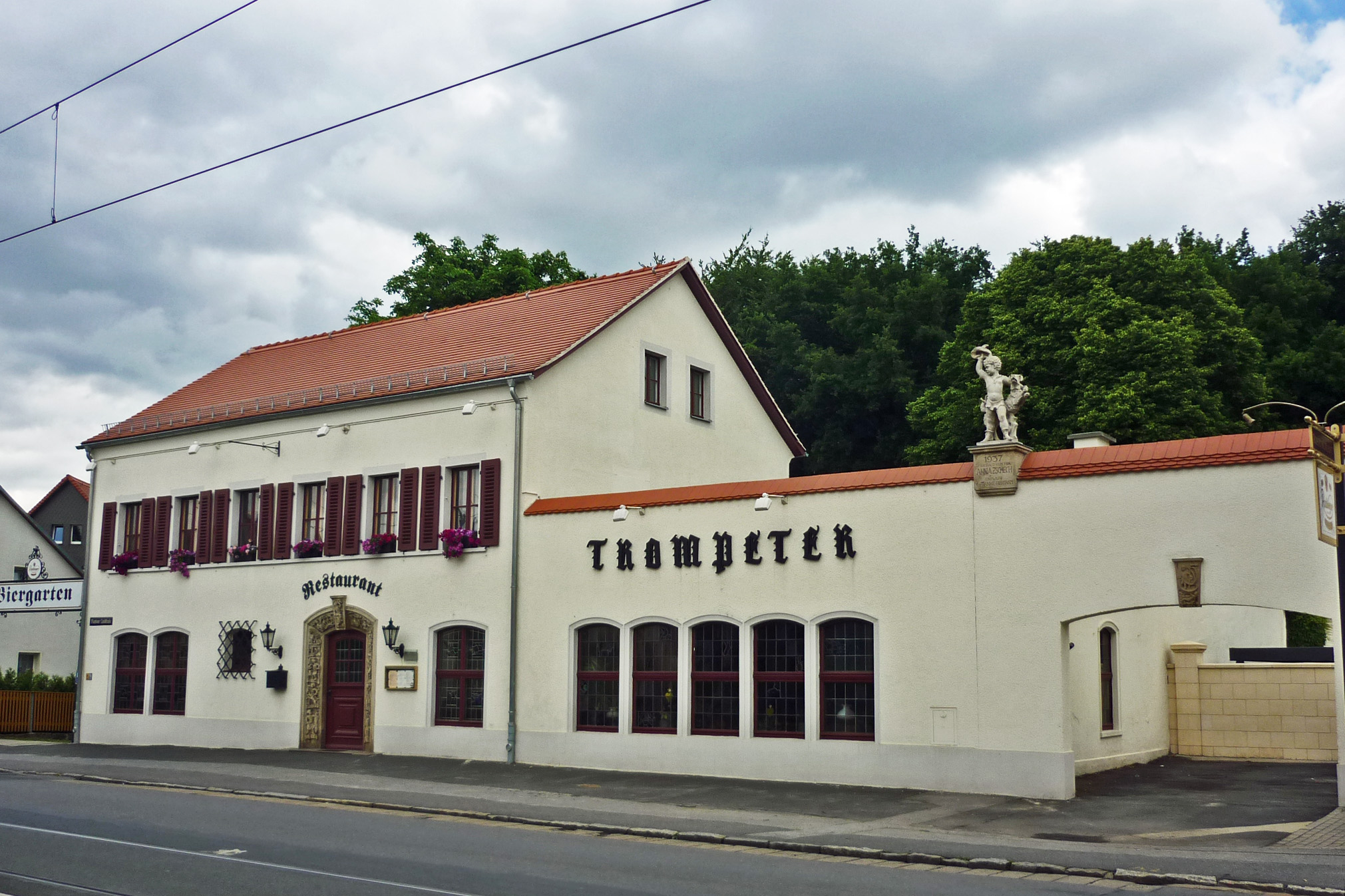
Der Trompeter in Bühlau

Der Trompeter ist ein historisches Gasthaus im Dresdener Stadtteil Bühlau.

## Beschreibung

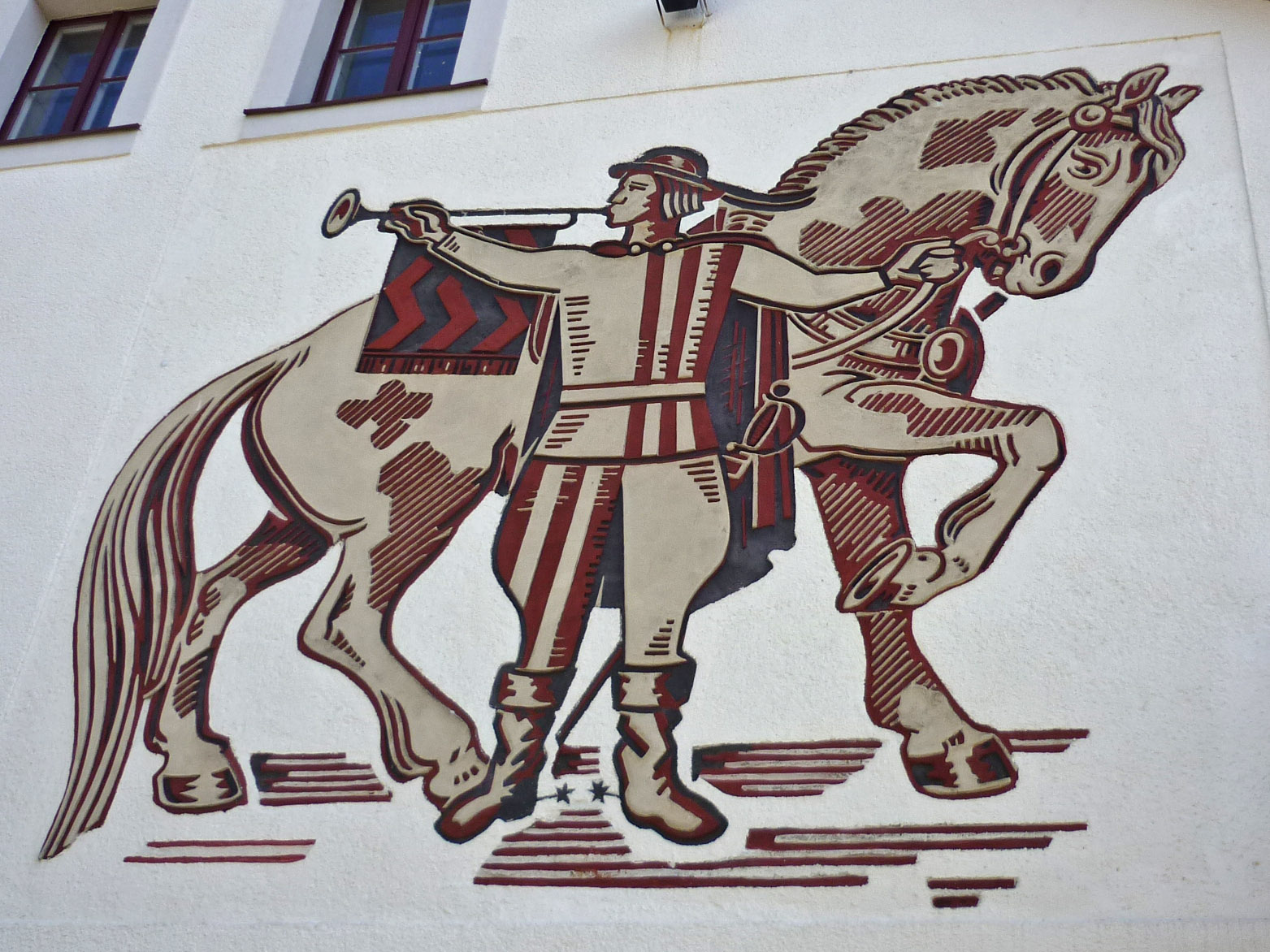
Fassaden-Sgraffito

An das zweigeschossige Hauptgebäude an der Bautzner Landstraße schließen sich eingeschossige Anbauten an, hinter dem Gebäude befindet sich ein zum Teil überdachter Freisitz, welcher früher als Remise genutzt wurde. Im Jahr 1937 wurden im Zuge eines Umbaus ein rückwärtiger Flachbau sowie eine Toreinfahrt zur Bautzner Landstraße mit einem Steinrelief im Schlussstein errichtet. An der stadtauswärts zeigenden Fassade des Hauptgebäudes befindet sich ein Sgraffito, welches einen Trompeter und ein Pferd zeigt. Den Eingang zum Restaurant bildet ein Sandsteinportal, an welchem in vielen Reliefs Szenen zu den Themen Essen und Trinken dargestellt sind. Das Gasthaus steht unter der Objektnummer 09211031 unter Denkmalschutz. Das Landesamt für Denkmalpflege Sachsen ordnet das Gasthaus als „baugeschichtlich und ortsgeschichtlich sowie kunsthistorisch und künstlerisch bedeutend“ ein. Neben dem Gebäude wird das Interieur gesondert erwähnt, da es zu großen Teilen noch aus den 1930er Jahren stammt und damit als „wohl einzigartig in Dresden“ gilt.

## Geschichte

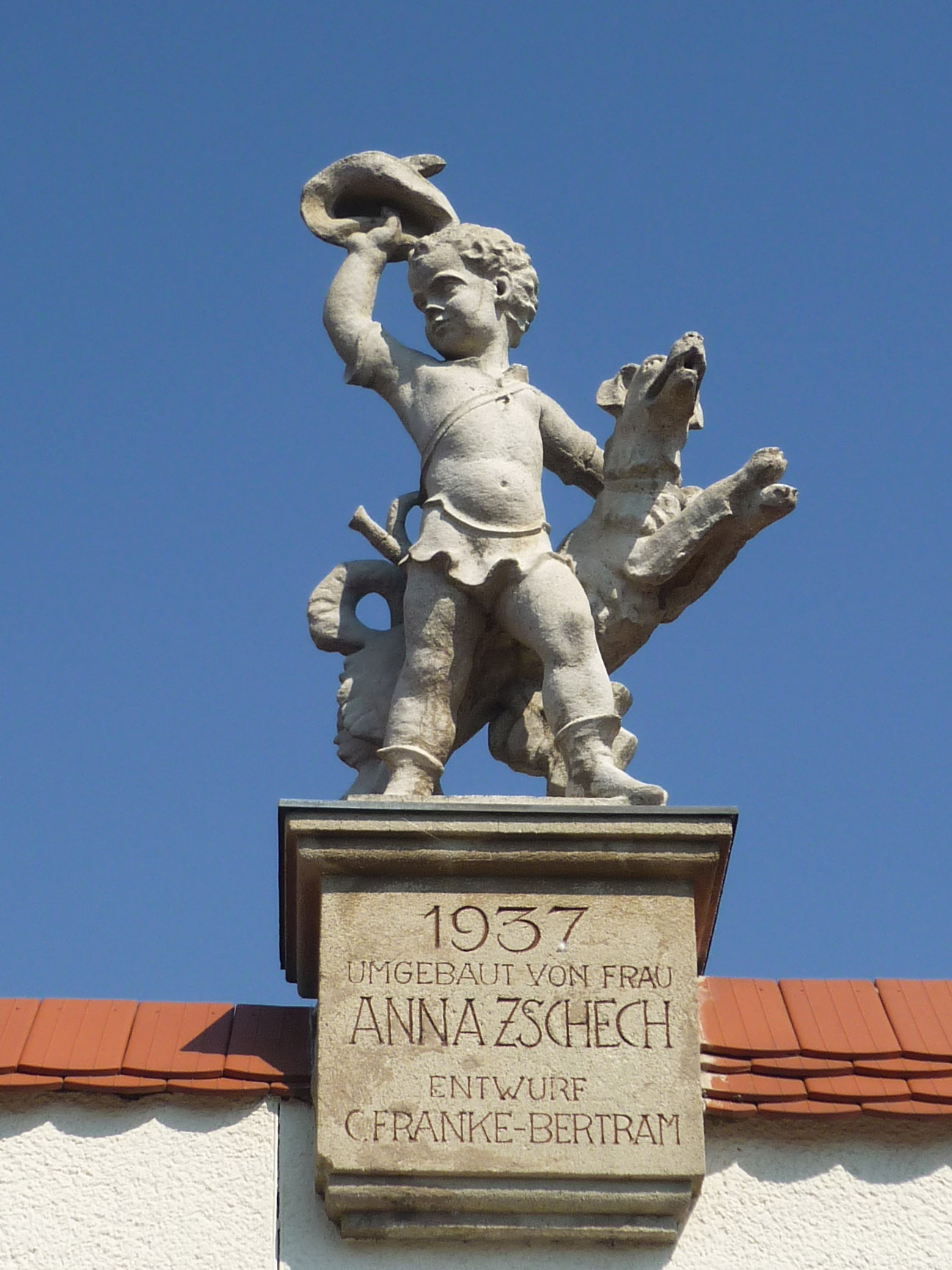
Sandsteinskulptur

An der Stelle des heutigen Trompeters befand sich die älteste nachweisbare Post Bühlaus. Diese beherbergte neben der eigentlichen Poststation auch eine Raststätte für Postreiter und Fuhrleute. Die Poststelle wurde etwa 1870 aufgegeben und in die Quohrener Straße verlegt. An der Stelle des alten Postamts wurde die Gastwirtschaft erbaut, welche am 16. Januar 1877 eröffnet wurde. Der Name „Trompeter“ soll an das Trompetensignal erinnern, das die Postkutscher zu Zeiten der Poststation bei Ankunft und Abfahrt ertönen ließen. Besitzer des Gasthauses war bis 1907 Friedrich Hermann Hieronymus, danach ging der Trompeter in den Besitz der Familie Zschech über, von der es über viele Jahrzehnte bewirtschaftet wurde. Bis 1918 zählten die Jagdgesellschaften des sächsischen Königshofs zu regelmäßigen Gästen des Gasthofes.
Ein umfassender Um- und Anbau des Gebäudes erfolgte im Jahr 1937. Im Zuge dessen wurde eine Sandsteinskulptur in Form eines kindlichen Trompeters mit Posthorn und einem Hund auf dem Seitengebäude angebracht, deren Inschrift auf die Familie Zschech, genauer auf die damalige Besitzerin Anna Zschech, verweist. Ab den 1970er Jahren kam es zu mehreren Pächterwechseln, welche die Gastwirtschaft mehrfach den jeweiligen Gegebenheiten anpassten. Die letzte größere Renovierung des Trompeters erfolgte im Jahr 2011.